# Hamra församling, Uppsala stift
Hamra  församling var en församling i Uppsala stift och i Ljusdals kommun i Gävleborgs län. Församlingen uppgick 2002 i Los-Hamra församling.

## Administrativ historik
Församlingsområdet var till 1846 en del av Orsa församling för att från 1 november 1846 vara en del av Los församling. Området blev ett kapellag 3 april 1855 och bröts ut ur Los församling 8 augusti 1931. Den fristående församlingen var från 1931 till 1995 en annexförsamling i pastoratet Los och Hamra. Från 1995 till 2002 var församlingen annexförsamling i pastoratet Färila, Kårböle, Los och Hamra. Församlingen uppgick 2002 i Los-Hamra församling.

## Befolkningsutveckling
| Befolkningsutvecklingen i Hamra församling, Uppsala stift 1850–1990                                                                              | Befolkningsutvecklingen i Hamra församling, Uppsala stift 1850–1990 | Befolkningsutvecklingen i Hamra församling, Uppsala stift 1850–1990 | Befolkningsutvecklingen i Hamra församling, Uppsala stift 1850–1990 | Befolkningsutvecklingen i Hamra församling, Uppsala stift 1850–1990 |
| --- | ------------------------------------------------------------------- | ------------------------------------------------------------------- | ------------------------------------------------------------------- | ------------------------------------------------------------------- |
| |                                                                     |                                                                     |                                                                     |                                                                     |
| År |                                                                     |                                                                     | Folkmängd                                                           |                                                                     |
| 1850 | 1850                                                                |                                                                     | 414                                                                 |                                                                     |
| 1860 | 1860                                                                |                                                                     | 583                                                                 |                                                                     |
| 1870 | 1870                                                                |                                                                     | 428                                                                 |                                                                     |
| 1880 | 1880                                                                |                                                                     | 622                                                                 |                                                                     |
| 1940 | 1940                                                                |                                                                     | 1 810                                                               |                                                                     |
| 1950 | 1950                                                                |                                                                     | 1 749                                                               |                                                                     |
| 1960 | 1960                                                                |                                                                     | 1 487                                                               |                                                                     |
| 1970 | 1970                                                                |                                                                     | 1 029                                                               |                                                                     |
| 1980 | 1980                                                                |                                                                     | 656                                                                 |                                                                     |
| 1990 | 1990                                                                |                                                                     | 525                                                                 |                                                                     |
| Anm: Tabellen visar Hamra kapell för perioden 1850-1880 och från 1940 Hamra församling. Källor: Demografiska databasen, CEDAR, Umeå universitet. |                                                                     |                                                                     |                                                                     |                                                                     |

## Kyrkor
- Hamra  kyrka